# Die Bruderschaft der Runen

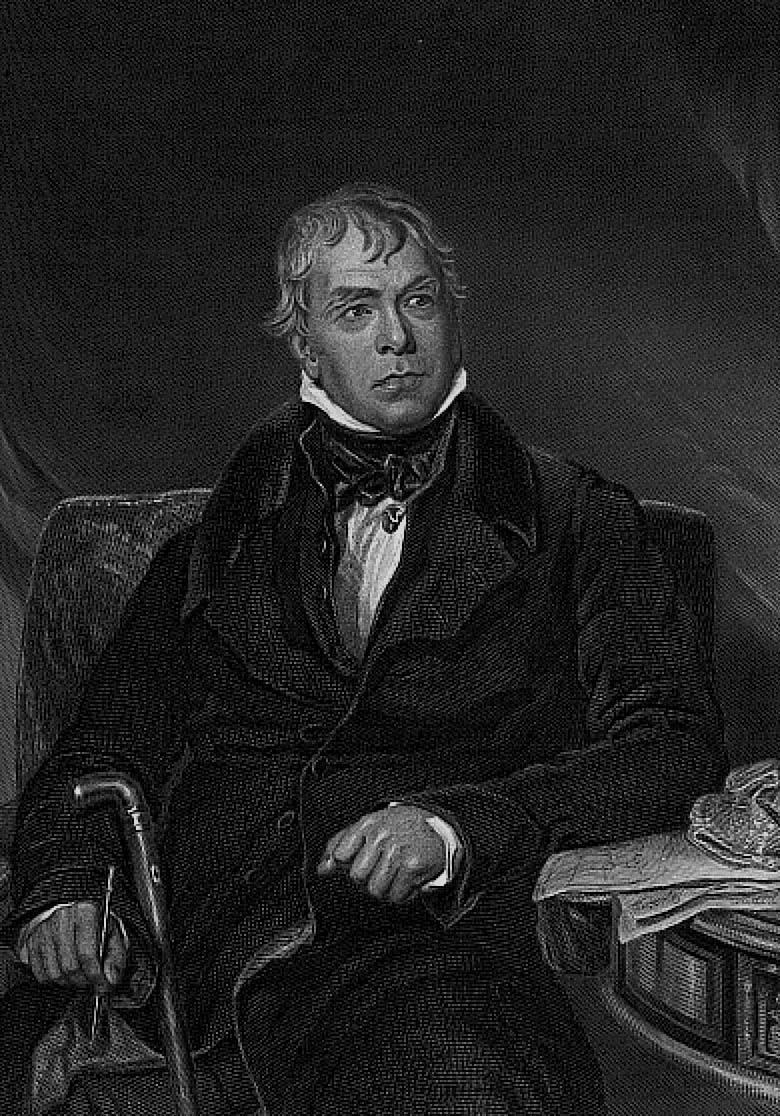
Walter Scott

Die Bruderschaft der Runen ist ein historischer Roman des deutschen Autors Michael Peinkofer. Die Hauptfigur ist der real existierende schottische Schriftsteller Walter Scott. Den Hintergrund bildet das historische Duell zwischen den verfeindeten Nationen Schottland und England. Bei den mittelalterlichen Auseinandersetzungen verdrängte das Christentum die heidnische Kultur.

## Handlung

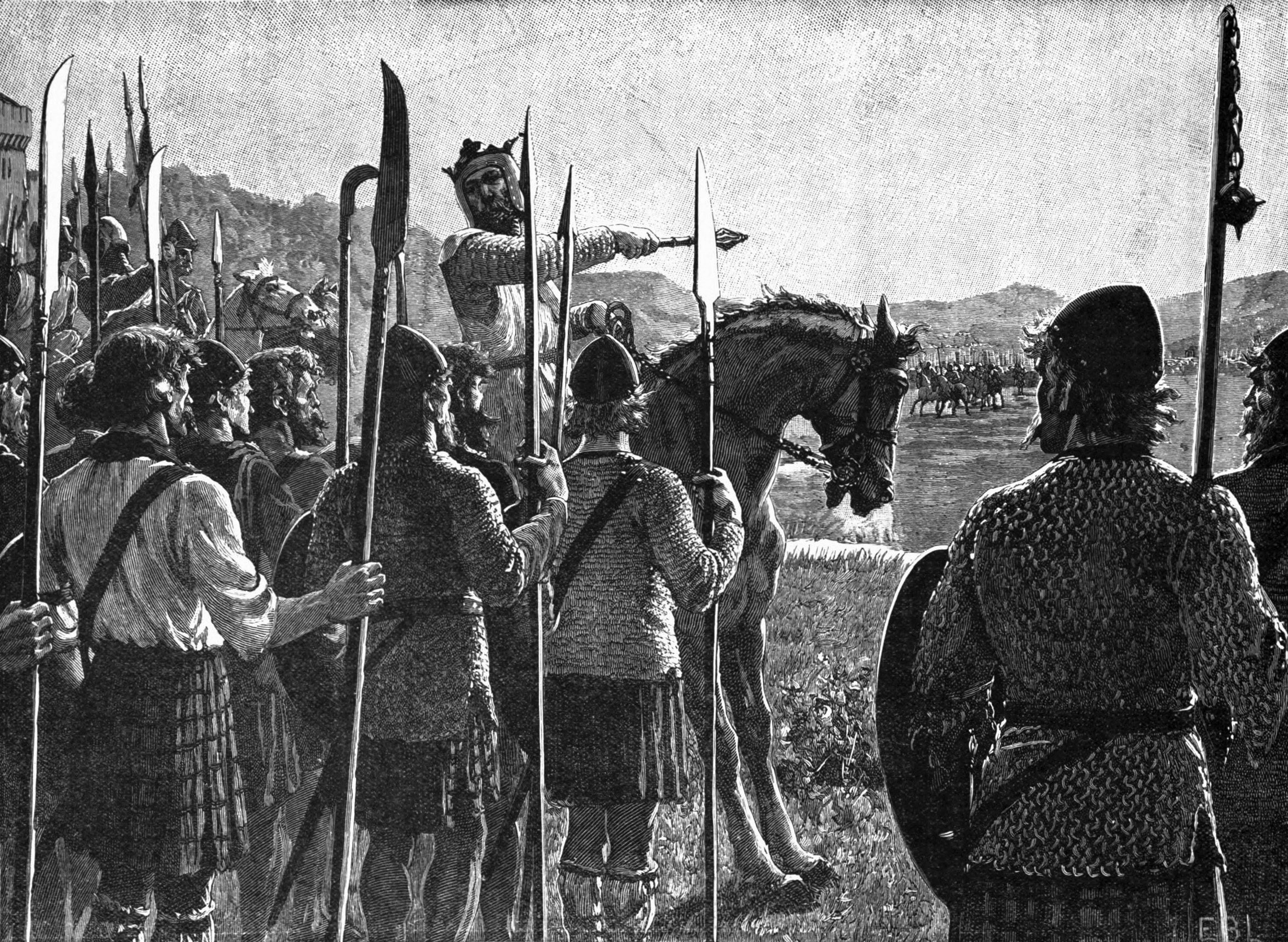
Schlacht von Bannockburn mit Robert

### Prolog
Der Roman beginnt mit einem Prolog im Jahre 1314. Die Schlacht von Bannockburn, bei der Robert the Bruce für die nach Unabhängigkeit strebenden Schotten einen wichtigen Sieg gegen die Engländer errungen hat, ist gerade beendet. Neben einigen Mönchen wandert auch das Runenweib Kala über das Schlachtfeld. Sie entdeckt das von seinem Besitzer zurückgelassene legendäre Schwert, dem auch einige Jahrhunderte später noch eine große Macht zugeschrieben wird.

### Jonathans Tod und Quentins Entdeckung
Die eigentliche Handlung beginnt im Jahre 1822 in der Bibliothek der Dryburgh Abbey in Kelso. Walter Scott hat seinen Schüler Jonathan Milton mit Recherchen für seinen neuen Roman beauftragt. Aber der junge Mann interessiert sich viel mehr für die historischen Schriften in der Bibliothek. Als er gerade ein lateinisches Fragment liest, in dem von einem Schwert die Rede ist, wird er von einem vermummten Eindringling überrascht und stürzt über die Balustrade in den Tod.
Scott wird mitten in der Nacht in seinem Anwesen in Abbotsford über das Unglück informiert und begibt sich sofort zum Tatort. Nach einer Diskussion mit dem örtlichen Sheriff Slocombe und Abt Andrew, dem Vorsitzenden des Prämonstratenser-Ordens, steht fest, dass der junge Mann nicht durch Selbstmord sein Leben verlor, sondern einem Verbrechen zum Opfer fiel.
Scotts Neffe Quentin Hay, der von nun an zum treuen Begleiter seines Onkels wird, bleibt in der Bibliothek, um der Sache auf den Grund zu gehen. Festzustellen, ob der Unbekannte etwas gestohlen hat, erscheint angesichts der unzähligen Schriften unmöglich, aber Quentin entdeckt dennoch etwas Ungewöhnliches. Als er stolpert und seine Kerze zu Boden fällt, sieht er unter einem Regal ein seltsames Zeichen. Doch dann gerät er in Panik. Zunächst sieht er einen Unbekannten, dann geht die Bibliothek in Flammen auf.
Der britische Regierungsbeamte Charles Dellard wird offiziell mit den Ermittlungen beauftragt. Er vermutet schottische Aktivisten hinter den Anschlägen. Diese wollen sich für die Zwangsumsiedlungen der Bevölkerung in die Küstengebiete, die sogenannten Highland Clearances, rächen. Scott glaubt jedoch, dass mehr dahinter steckt und entschließt sich auf eigene Faust zu ermitteln, obwohl der Inspektor ihn eindringlich davor warnt. Er findet heraus, dass es sich bei dem rätselhaften Zeichen um die Schwertrune handelt. Das gleiche Zeichen entdeckt er auch an einem Türpfosten in seinem Haus. Der Balken stammt aus der Kirche von Dunfermline, in der sich das Grab des Nationalhelden Robert the Bruce befindet. Scott konfrontiert Dellard und Abt Andrew mit seiner Entdeckung, aber bei beiden trifft er auf eine Wand des Schweigens. Aber der Schriftsteller bleibt beharrlich. Schließlich ist er als Vorsitzender des obersten schottischen Gerichts einiges gewöhnt.

### Die Begegnung mit Mary of Egton
Mary ist eine junge Frau aus einem englischen Adelshaus. Sie wird von ihrer Familie nach Schottland geschickt, weil sie dort gegen ihren Willen mit dem ihr unbekannten Clansherren Malcolm of Ruthven verheiratet werden soll. Unterwegs wurde sie in einer Gaststätte mit dem Konflikt um die Clearances konfrontiert. Die Erzählung eines alten Mannes hat sie sehr nachdenklich gestimmt. Einige Tage später wird die Kutsche, in der sie zusammen mit ihrer Zofe und Freundin Kitty reist, von Verbrechern angegriffen. Als sie auf eine Brücke kommen, bricht diese zusammen. Im letzten Moment werden die beiden Damen gerettet. Mary ist fassungslos, als sie erfährt, dass ihr Retter ausgerechnet Scott ist, denn sie liebt die Werke des berühmten Romanciers. Letzterer erweist sich als überaus freundlicher Gastgeber in Abbotsford und schenkt Mary einige seiner Bücher. Quentin bedauert es sehr, dass die beiden Gäste weiterreisen müssen, denn er hat sich in die attraktive Frau verliebt.
Im weiteren Verlauf der Geschichte entwickeln sich zwei parallele Handlungsstränge. Diese werden nachfolgend im Gegensatz zum Roman separat geschildert.

### Scott in Gefahr
Scott erkennt, dass der Anschlag an der Brücke nicht den beiden Damen, sondern ihm galt. Dellard verweigert weiterhin hartnäckig jede Auskunft und der Abt äußert sich nur in mysteriösen Andeutungen über ein bevorstehendes Unheil. Der Inspektor ist an den berüchtigten Clearances beteiligt und geht mit brutaler Härte gegen die Bauern vor. Derweil trifft sich eine geheime Gruppe an einem Steinkreis, der an Stonehenge erinnert. Sie beschließen, die Feinde für sich arbeiten zu lassen.
Wie ernst die Gefahr ist, zeigt sich bei einem Überfall der Aktivisten auf Abbotsford. Quentin kann die Angreifer in die Flucht schlagen, indem er einen von ihnen tötet, aber die Gruppe hinterlässt ein deutliches Zeichen – ein Feuer in der Form der Schwertrune. Weil Dellard immer noch stur bleibt, beauftragt Scott seinen Neffen, in der Bibliothek von Kelso zu spionieren. Dort belauscht Quentin ein Gespräch des Abtes mit einem Unbekannten. Sie sprechen davon, dass der Feind zurückgekehrt sei und dass sie das Geheimnis um jeden Preis schützen müssten.
Als Scott Dellard mit diesen Erkenntnissen konfrontiert, bricht dieser endlich sein Schweigen. Er erzählt von einem Geheimbund, dessen Erkennungszeichen die Schwertrune ist. Die Sektierer haben Scott zu ihrem Erzfeind auserkoren, da der als Patriot bekannte Schriftsteller hohes Ansehen bei der verfeindeten britischen Regierung genießt und deshalb als Verräter gilt. Da ein Besuch von König George in Edinburgh bevorsteht, der für die zukünftige Beziehung zwischen den beiden Ländern von großer Bedeutung ist, besteht akute Gefahr. Dellard rät Scott, mit seiner Familie nach Edinburgh zu fliehen, und dieser folgt widerwillig dieser Empfehlung.

### Der Professor und das Fragment
In der Stadt besucht Scott zusammen mit Quentin seinen alten Freund Professor Miltiades Gainswick, der als Experte für Runen und Geheimbünde gilt. Dieser erklärt ihnen, dass es zwei Arten von Druiden gibt. Zu den dunklen Mächten gehört auch die Bruderschaft der Runen. Der Professor hat ein Fragment gelesen, in dem ein Mönch berichtet, dass die Bruderschaft bis heute existiert und auch Robert the Bruce unter ihrem Einfluss gestanden hat.
Daraufhin begibt sich Scott in die Edinburgher Universitätsbibliothek, um nach dem Schriftstück zu suchen. Dabei erregt ein mit einem Eisentor verschlossener Raum sein Interesse. Der Verwalter behauptet jedoch, dass der Schlüssel verschwunden sei. Vor einiger Zeit haben auch schon düstere Gestalten vergeblich nach dem Schlüssel gefragt. Kurz darauf erhält Scott den fraglichen Schlüssel in einem anonymen Paket. Bei der Recherche im verbotenen Raum der Bibliothek stößt Quentin zufällig auf das gesuchte Fragment. Als die beiden Amateurdetektive das Gebäude verlassen, tobt hinter ihnen auf der Straße ein Kampf zwischen den Anhängern der Bruderschaft und einer unbekannten Gruppierung. Auch im Kloster findet ein Kampf statt.
Scott und Quentin gehen mit dem Fragment erneut zum Professor, doch sie müssen schockiert feststellen, dass Gainswick soeben ermordet wurde. Quentin verfolgt den Täter, bis er ihm gegenübersteht. Dann wird er von blutrünstigen Gestalten, den „Namenlosen“ angegriffen, aber geheimnisvolle Stabkämpfer retten ihn.

### Das Königsschwert
Beim Professor finden sie eine Zeichnung, die ein Schwert und eine Rune zeigt. Scott erklärt seinem Neffen, dass es sich um das legendäre Königsschwert handelt. Nachdem der als Braveheart bekannte Freiheitskämpfer William Wallace, der in der Schlacht von Stirling Bridge noch einen großen Sieg errungen hatte, nach der Niederlage bei Falkirk verraten wurde, gelangte die mit einem Fluch belegte Waffe in den Besitz von Robert the Bruce. Letzterer liegt in Dunfermline begraben. Scott und Quentin reisen dorthin. Auf dem Grab entdeckt der junge Mann, dass in den Illustrationen Runen versteckt sind. Nachdem sie die Runen entziffert haben, wissen sie, dass die Bruderschaft bei der in wenigen Tagen auftretenden Mondfinsternis eine große Verschwörung plant. Dieses Treffen findet kurz vor dem Besuch des Königs statt.
Dann tauchen die geheimnisvollen Stabkämpfer wieder auf, die sich als die Mönche von Kelso unter der Führung von Abt Andrew zu erkennen geben. Dieser erzählt ihnen ausführlich die Geschichte des Königsschwerts, mit dem Robert the Bruce gegen einen übermächtigen Gegner gewann. Nach der Schlacht ließ er die Waffe jedoch auf dem Feld zurück und wurde als einsichtiger Büßer in die Kirche aufgenommen. Die Sektierer wollen nun in den Besitz des Schwertes kommen, das offenbar seine Macht nicht verloren hat, um damit ein Attentat auf den König auszuführen.

### Der Tunnel
Der Abt führt die beiden Männer zu einem Gasthaus in der High Street von Edinburgh, das als geheimer Treffpunkt der Bruderschaft gilt. Auf der Suche nach Spuren entdeckt Quentin auf dem Kaminsims ein königliches Wappen, das mit Runen versehen ist. Die Schwertrune befindet sich auch auf einer Steinplatte im Kamin. Als sie diese zertrümmern, kommen die drei Detektive in einen Tunnel. Am Ende des unterirdischen Ganges, der mit gefährlichen Fallgruben versehen ist, finden sie das legendäre Schwert, aber ihre Freude währt nur kurz. Denn Inspektor Dellard, der inzwischen als Mitglied der Bruderschaft bekannt ist, taucht überraschend auf. Er ermordet den Abt und entwendet das Schwert. Scott und Quentin werden gefangen genommen und begegnen Mary wieder, die in der Zwischenzeit selbst aufregende Abenteuer erlebt hat.

### Kühler Empfang für Mary
Nach dem Abschied aus Abbotsford gab es für Mary keinen Grund zur Freude. Bei ihrer Ankunft auf Burg Ruthven wird sie mit einer kühlen Arroganz empfangen. Man rügt sie wegen ihrer schlechten Kleider und ihrer Vorliebe für die Literatur. Sie beginnt von Gwynneth zu träumen, die sich mit ihrem Bruder Duncan streitet. Der frühere Herr von Ruthven bezeichnet William Wallace als Verräter. Am nächsten Morgen lernt Mary Malcolm kennen. Ihr zukünftiger Ehemann zeigt ihr seinen weitläufigen Besitz. Dabei äußert die junge Frau deutliche Sympathie für das in den Highlands lebende Bauernvolk, was Malcolm überhaupt nicht gefällt. Er sagt ihr auch, dass er sie überhaupt nicht liebt und dass allein seine Mutter Eleonore die Situation arrangiert habe. Mary verliert weitere Sympathien, als sie einen Empfang zu ihren Ehren vorzeitig verlässt und sich stattdessen bei der Hochzeit des Schmiedegesellen Sean mit dem Gesinde vergnügt. Eleonore ist so wütend, dass sie zur Demonstration ihrer Autorität Marys Bücher verbrennt.

### Seelenverwandtschaft mit Gwynneth
Im Rückblick trifft Gwynneth im Wald das Runenweib Kala. Die alte Frau erklärt ihr, dass Duncan gegen William Wallace intrigiert. Dann erhält auch Mary Besuch von Kala. Sie warnt die junge Frau vor dunklen Mächten und nennt ausdrücklich Gwynneth, von der Mary bereits mehrmals geträumt hat.
In der nächsten Nacht versucht Malcolm, seine widerwillige Partnerin zu vergewaltigen. Auf der Flucht kommt Mary in ein Turmzimmer, wo sie zunächst sicher ist. Hinter einem losen Stein in der Mauer findet sie ein altes Dokument. Sie stellt überrascht fest, dass es sich um Aufzeichnungen von Gwynneth aus dem Jahr 1305 handelt, in dem diese sich selbst als „Gefangene“ bezeichnet. Mary liest den Text mit großem Interesse.
Gwynneth beobachtet heimlich eine Zusammenkunft der Bruderschaft der Runen. Duncan wird gerade in die Gruppe aufgenommen, die eine Verschwörung plant. Kala erzählt ihr daraufhin mehr über diese dunkle Macht. Die junge Frau entschließt sich, den gefährdeten William Wallace zu warnen und bittet Pater Dougal um Hilfe. Kurze Zeit später kommt Duncan zu ihr. Er wird von dem französischen Grafen Millencourt begleitet, den Gwynneth als den Anführer der Bruderschaft wiedererkennt. Duncan berichtet zufrieden, dass der Pater ermordet wurde und lässt sich auch von den verzweifelten Hilferufen seiner Schwester nicht umstimmen.
Gwynneths Bericht endet mit einer Aussage Kalas, die als Motto für die gesamte Geschichte gelten kann:
Wenn ein halbes Jahrtausend verstrichen ist, mein Kind, wird man sich deiner Taten erinnern. Und eine junge Frau wird erkennen, wie sehr ihr Schicksal dem deinen gleicht. Sie wird sich entschließen, es zu ändern und der finsteren Macht den Kampf anzusagen.
Mary ist verzweifelt und flieht aus der Burg. Sie will zurück zu Scott, der ihr schon einmal geholfen hat. Aber sie kommt nicht weit. Dellard lauert ihr auf und nimmt sie fest. Sie ist nun eine Gefangene der Bruderschaft. Als sie dem Anführer gegenüber den Namen Gwynneth erwähnt, wird der maskierte Mann hellhörig und zwingt sie, von den Aufzeichnungen zu berichten. Zu ihrem Entsetzen offenbart sich der Anführer als Malcolm.
Dann träumt sie vom Aufstand der Jakobiten im Jahre 1746. Malcolms Großvater Galen of Ruthven floh mit einem Grafen durch den Tunnel, den Scott entdeckt hat, aus dem Schloss von Edinburgh. Durch einen Einsturz wurde der Graf, der das Königsschwert bei sich trug, jedoch begraben. Galen kämpfte sich mit blutiger Gewalt nach draußen, wo er schließlich jedoch erschossen wurde.
Mary erzählt Malcolm von ihrem Traum. Letzterer befiehlt seinen Männern daraufhin, nach dem Schwert zu suchen, während die junge Frau Scott und Quentin wiedersieht.

### Das Finale
Nachdem Mary den beiden Männern von ihren Abenteuern erzählt hat, berichtet Scott von einer Theorie eines französischen Wissenschaftlers. Demnach sei es möglich, durch Seelenverwandtschaft lange Zeiträume zu überbrücken. So wurde z. B. in Ägypten eine verschüttete Grabkammer durch den Hinweis einer Prinzessin gefunden. Quentin schwört Mary, dass er sie beschützen werde. Als die Frau kurze Zeit später auf dem Opfertisch der Bruderschaft mitten im Kreis der Steine liegt, erwidert sie seine Liebe. Mary weiß, was ihr nun droht, da Gwynneth vor 500 Jahren in der gleichen Situation zum Menschenopfer für die Bruderschaft wurde. Während die Mondfinsternis immer näher rückt, rekapituliert Malcolm mit Scott die Geschehnisse. Auf den Vorwurf, er sei wahnsinnig, erwidert Malcolm, dass davon alle großen Herrscher wie Alexander der Große, Caesar und Napoleon betroffen seien.
In dem Moment, wo er das Schwert erhebt, um Mary zu töten, wendet sich das Schicksal jedoch gegen ihn. Ein Blitz schlägt in das Schwert ein und tötet ihn. Nachdem Quentin Dellard im Kampf getötet hat, tauchen die Mönche auf und besiegen die Bruderschaft. Schließlich entscheiden sie, dass Scott das Königsschwert an die Regierung übergeben soll.
Im Epilog wird berichtet, dass Quentin und Mary geheiratet haben und nun mit dem Schiff in die USA reisen, um dort ihre persönliche Freiheit zu finden.

## Historischer Bezug
Die Hauptfigur in Peinkofers Werk, Walter Scott, hat wirklich gelebt. Quentin wurde zum Vorbild für den Helden in Scotts Roman Quentin Durward von 1823. Dieser erlebt zur Zeit Ludwigs XI. seine Abenteuer in Frankreich. Auch die erwähnten Schlachten und die Beteiligten sind historisch belegt. Das Königsschwert wird heute im Königlichen Museum von Edinburgh ausgestellt. Es wurde jedoch in Wirklichkeit 1818 im Thronsaal des Schlosses von Scott und dem Governor der Stadt entdeckt.